# Åsa Larsson
Åsa Elena Larsson (ur. 28 czerwca 1966 w Uppsali) – szwedzka autorka powieści kryminalnych. Chociaż urodziła się w Uppsali, wychowała się w Kirunie, najbardziej na północ wysuniętym szwedzkim mieście. Zanim została pełnoetatową pisarką, była prawniczką zajmującą się podatkami, podobnie jak bohaterka jej powieści – Rebecka Martinsson. Jej pierwsza powieść opublikowana w Wielkiej Brytanii (Solstorm) była nominowana do nagrody przyznawanej przez Brytyjskie Stowarzyszenie Pisarzy Kryminałów – Duncan Lawrie International Dagger – za najlepsze tłumaczenie powieści kryminalnej. W 2004 jej druga powieść Det blod som spillts (pol. Krew, którą nasiąkła), otrzymała nagrodę za Najlepszą szwedzką powieść kryminalną. W 2012 zdobyła ją ponownie za piątą powieść z cyklu o Rebece Martinsson, pt. Till offer åt Molok (W ofierze Molochowi).
Na podstawie powieści Burza z krańców ziemi nakręcono w 2007 film pod tym samym tytułem z Izabellą Scorupco w roli Rebecki Martinsson.

## Twórczość
- Solstorm (2003) – wyd. pol. Burza z krańców ziemi, Wydawnictwo Otwarte, Kraków 2008, tłum. Beata Walczak-Larsson lub Burza słoneczna, Wydawnictwo Literackie, Kraków 2013, tłum. to samo
- Det blod som spillts (2004) – wyd. pol. Krew, którą nasiąkła, Wydawnictwo Literackie, Kraków 2011, tłum.przeł. Beata Walczak-Larsson
- Svart stig (2006) – wyd. pol. I tylko czarna ścieżka, Wydawnictwo Literackie, Kraków 2011, tłum. Beata Walczak-Larsson
- Till dess din vrede upphör (2008) – wyd. pol. Aż gniew twój przeminie, Wydawnictwo Literackie, Kraków 2012, tłum. Beata Walczak-Larsson
- Guds starka arm (2009)
- Till offer åt Molok (2012) – wyd. pol. W ofierze Molochowi, Wydawnictwo Literackie, Kraków 2013, tłum. Beata Walczak-Larsson